# Pont Ladame
Pour les articles homonymes, voir Ladame.
Le pont Ladame est un pont routier et piéton sur la Seymaz, situé dans le canton de Genève, reliant les communes de Vandoeuvres sur la rive droite et de Thônex sur la rive gauche.

## Localisation
Le pont Ladame est le quatrième pont le plus en amont de la Seymaz. Le canal qui reliait la section de la rivière comprise entre ce pont et le pont Bochet est supprimé lors de la renaturalisation de la rivière effectuée dans les années 1980 permettant ainsi d'éviter les crues importantes des années 1970 provoquées en partie par le canal qui n'offre alors qu'une faible capacité d'écoulement.

## Sources
1. ↑  Département de l'intérieur, de l'agriculture et de l'environnement, « La Seymaz, fiche-rivière no 10 » (consulté le 2 octobre 2007)
2. ↑  Grand Conseil de l'État de Genève, « PL 7852 » (consulté le 3 octobre 2007)